# Geovanny Mera
Geovanny Alfonso Mera (Ambato, 16 agosto 1962) è un ex calciatore ecuadoriano, di ruolo attaccante. Figura al sesto posto della classifica dei realizzatori della Primera Categoría Serie A.

## Caratteristiche tecniche
Giocò come attaccante, più precisamente come centravanti.

## Carriera

### Club
Debuttò nel Técnico Universitario nel 1980, e con il club di Ambato, sua città natale, rimase fino al 1983. Nel 1984 si stabilì all'El Nacional, a Quito; lì stabilì il suo personale primato di reti in una stagione, sedici, nel campionato 1986, vinto dalla propria squadra. Durante la sua esperienza nella capitale, Mera si aggiudicò anche gli unici due trofei della sua carriera, i campionati del 1984 e del 1986. Nel 1988 giocò due stagioni per il Macará, tornando dunque ad Ambato, e dal 1990 al 1994 militò nel Deportivo Quito. Nel 1997 decise di far ritorno al Técnico Universitario, la sua prima squadra, chiudendovi la carriera l'anno successivo.

### Nazionale
Fu convocato per la prima volta per una competizione ufficiale in occasione della Copa América 1987, dove giocò entrambi gli incontri della sua selezione: nel primo contro l'Argentina subentrò ad Avilés al quarantaduesimo minuto del primo tempo, mentre nel secondo, con il Perù, giocò tutti i novanta minuti.

## Palmarès

### Club

#### Competizioni nazionali
- Campionato ecuadoriano: 2

El Nacional: 1984, 1986